# Kungliga patrasket
Kungliga patrasket är en svensk dramafilm från 1945 i regi av Hasse Ekman.

## Handling
Filmen handlar om teaterfamiljen Anker som alla arbetar tillsammans på samma teater. En föreställning är slut. Teaterns direktör och store skådespelare intervjuas, medan de övriga medlemmarna i hans familj lämnar teatern. Direktörens arbetsdag fortsätter med att han tar emot personer som vill få engagemang; en av dem är en ung dam som sjunger en sång ur Sköna Helena. 
Direktören får en idé; han ska sätta upp Sköna Helena och lansera den unga damen. Han åker hem och berättar om sin idé för familjen som inte är särskilt intresserad. Det blir en succé som leder till uppbrott i familjen och han är för första gången helt ensam.

## Om filmen
Filmen spelades in den 14 november – 29 december 1944 i studio i Sundbyberg. Några scener spelades in på Södra Teatern och Oscarsteatern i Stockholm. Filmen, som är tillåten från 15 år, hade premiär den 19 januari 1945 på biograf Royal vid Kungsgatan i Stockholm. Kungliga patrasket har även visats i SVT, bland annat 2022 och april 2025.

## Rollista
- Edvin Adolphson – Stefan Anker, skådespelare och teaterdirektör
- Ester Roeck-Hansen – Elisabet "Betty" Anker, hans fru
- Hasse Ekman – Tommy Anker, Stefans och Bettys son
- Eva Henning – Monica Anker, Stefans och Bettys dotter
- Olof Winnerstrand – Karl-Hugo Anker, Stefans far
- Hilda Borgström – Charlotta Anker, Stefans mor
- Gudrun Brost – Sonja Swedje, född Svensson
- Erik Strandmark – direktör Göran Wallsenius, Monicas man
- Stig Järrel – Stridström, litteratör
- Hugo Tranberg – Ernst, Ankers kamrer
- Bengt Ekerot – Rolf Eriksson, skådespelare
- Wiktor "Kulörten" Andersson – Mille, påklädare
- Börje Mellvig – Ankers sekreterare
- Julia Cæsar – Hulda, Ankers kokerska
- Carl Deurell – Brofeldt, skådespelare
- Erik A. Petschler – Johnny Nilsson, skådespelare
- Tord Stål – doktor Wadner, chefredaktör
- Rune Stylander – Harry, journalist
- Fylgia Zadig – Vera, husa hos Wallsenius
- Birgit Linder – sköterskan på nervkliniken
- Hildur Lindberg – sköterskan på förlossningsavdelningen
- Edvard Danielsson – faktor Persson

### Ej krediterade
- Oscar Sundberg – sättaren
- Helge Karlsson – föreståndaren för tidningsutlämningsexpeditionen
- Lilly Gräber – biljettkassörskan
- Gustaf Torrestad – sångaren på Blå Göken
- Harry Philipson – inspicient på Kungsteatern
- Eric Magnusson – läkaren på teatern
- Erik Forslund – kyrkvaktmästaren
- Ellen Rasch – grekisk gudinna i "Den sköna Helena"
- Otto Adelby – restauranggäst
- Hanna Adelby – restauranggäst
- Hans Björnbo – man i publiken på "Den sköna Helena"
- Meta Velander – autografjägare

### Bortklippta i den slutliga filmen
- Hjördis Petterson – fru Wallsenius, Görans mor

## Musik i filmen
- Enleveringen ur seraljen. Uvertyr, musik Wolfgang Amadeus Mozart, instrumental
- Lohengrin Tredje satsen, förspel, musik Richard Wagner, instrumental
- Vals, orkester, op. 6, nr 6, musik Pjotr Tjajkovskij, instrumental
- Zigenarmusik, musik Sune Waldimir, instrumental
- En valsmelodi, musik Lille Bror Söderlundh, text Nils Ferlin, sång Gustaf Torrestad
- Kärlek måste vi ha/O kärleks glöd ur Den sköna Helena, musik Jacques Offenbach, svensk text Palle Block, sång Gudrun Brost
- Jag är man till Helena, musik Jacques Offenbach, svensk text Palle Block, sång Edvin Adolphson
- I en skog på berget Ida, musik Jacques Offenbach, svensk text Palle Block, sång Edvin Adolphson
- En midsommarnattsdröm. Bröllopsmarsch, musik Felix Mendelssohn-Bartholdy, instrumental

## DVD
Filmen gavs ut på DVD 2013.